# Harald Lindberg (botaniker)
Harald Lindberg, född den 2 november 1871 i Helsingfors, död där den 13 mars 1963, var en finlandssvensk botanist, som fick professors titel 1956. Han var son till Sextus Otto Lindberg.
Från 1899 till 1910 var Lindberg verksam som botanist vid Finska mosskulturföreningen och mellan 1910 och 1938 kustos vid Helsingfors universitets botaniska museum. Han var en framstående kännare av den europeiska kärlväxts- och mossfloran och av skalbaggar. Han utgav växtsystematiska och växtpaleontologiska samt entomologiska arbeten.
I språkfrågan intog Harald Lindberg en radikal pro-svensk hållning. Under 1930-talet i samband med språkstriden skapade han rabalder då han i svensk press sade att finlandssvenskarna var svenska kolonister. Han arbetade även för den finlandssvenska nationaliteten.
Auktorsnamnet H.Lindb. kan användas för Harald Lindberg (botaniker) i samband med ett vetenskapligt namn inom botaniken; se Wikipediaartiklar som länkar till auktorsnamnet.